# Dwight Henry
Dwight Henry (nacido en 1962) es un actor, panadero y empresario estadounidense. Es conocido por su papel de Wink, el padre de Hushpuppy, en la película Beasts of the Southern Wild (2012). Además, Henry es el fundador de Buttermilk Drop Bakery en Nueva Orleans.

## Vida y carrera
Nacido en Nashville, Tennessee, Henry se mudó a Nueva Orleans, Luisiana, cuando era un niño pequeño. Habiendo vivido allí hasta su edad adulta, fundó Henry's Bakery and Deli cerca de su casa en el histórico barrio de Tremé. La panadería tuvo tanto éxito que Henry planeó abrir una segunda ubicación de su tienda, hasta que el huracán Katrina cambió sus planes.
Aunque no tenía formación profesional ni experiencia como actor, los cineastas de Beasts of the Southern Wild lo seleccionaron para la película y le permitieron operar su panadería con regularidad durante el rodaje. Henry obtuvo críticas positivas por la película, que fue nominada al Premio Óscar a la Mejor Película, pero insiste en que su carrera principal es administrar su panadería, ahora llamada Buttermilk Drop Bakery. Estuvo de acuerdo en abrir una segunda ubicación de su tienda en Harlem en un futuro próximo.
Continuó su carrera actoral y apareció en 12 Years a Slave (2013) de Steve McQueen.